# Conus nimbosus
Espèce
Statut de conservation UICN

 LC  : Préoccupation mineure
Conus nimbosus est une espèce de mollusques gastéropodes marins de la famille des Conidae.
Comme toutes les espèces du genre Conus, ces escargots sont prédateurs et venimeux. Ils sont capables de « piquer » les humains et doivent donc être manipulés avec précaution, voire pas du tout.

## Description
La taille d'une coquille adulte varie entre 33 mm et 65 mm. La couleur de la coquille, plutôt lisse, est d'un blanc rosé ou violacé, avec deux légères bandes marron, étroitement entourées de lignes de petits points chocolat. Le verticille présente des rainures tournantes serrées. La spire est plutôt plate et possède un apex blanc grisâtre. 

## Distribution
Cette espèce est présente dans l'océan Indien au large du Mozambique, de Madagascar, des Seychelles, de l'Inde et du Sri Lanka ; dans l'océan Pacifique au large de Papouasie-Nouvelle-Guinée, de Vanuatu et de Samoa.

### Niveau de risque d’extinction de l’espèce
Selon l'analyse de l'UICN réalisée en 2011 pour la définition du niveau de risque d'extinction, cette espèce a une large aire de répartition et est présente dans des poches à travers l'océan Indien : Mozambique, Madagascar, Somalie, Seychelles,Inde et Sri Lanka ; et dans le Pacifique : Papouasie-Nouvelle-Guinée, Vanuatu, et Samoa. Cette espèce se trouve dans des poches à travers l'océan Indien et n'a pas de menaces connues pour sa population. L'aire de répartition fragmentée peut être due à un manque de données, et l'espèce pourrait en fait être plus répandue que ce que l'on sait actuellement. Elle a été évaluée comme étant de préoccupation mineure.

## Taxonomie

### Publication originale
L'espèce Conus nimbosus a été décrite pour la première fois en 1792 par le conchyliologiste danois Christian Hee Hwass dans « Encyclopédie méthodique ou par ordre de matières Histoire naturelle des vers - volume 1 » écrite par le naturaliste français Jean-Guillaume Bruguière (1750-1798),.

### Synonymes
- Conus (Phasmoconus) nimbosus Hwass, 1792 · appellation alternative
- Conus nimbosus nanoclarus Bozzetti, 2017 · non accepté
- Conus nimbosus nimbosus Hwass in Bruguière, 1792 · non accepté
- Conus tenellus Holten, 1802 · non accepté
- Conus tenellus Dillwyn, 1817 · non accepté
- Nimboconus nimbosus (Hwass, 1792) · non accepté
- Phasmoconus (Nimboconus) nimbosus (Hwass, 1792) · non accepté
- Rolaniconus nimbosus (Hwass, 1792) · non accepté

### Sous-espèces
- Conus nimbosus nanoclarus Bozzetti, 2017, accepté en tant que Conus nimbosus Hwass, 1792
- Conus nimbosus nimbosus Hwass in Bruguière, 1792, accepté en tant que Conus nimbosus Hwass, 1792